# Martijn Debbaut
Martijn Debbaut (Oostende, 20 maart 1996) is een Belgische freestylevoetballer, panna-speler en content creator. Hij is actief op sociale mediaplatformen zoals YouTube en TikTok, waar hij video's publiceert rond straatvoetbal en technische voetbalvaardigheden.

## Carrière
Martijn Debbaut raakte al op zeer jonge leeftijd in de ban van voetbal. Nog voor hij goed kon lopen, trapte hij al tegen een bal. Zijn eerste voetbalstappen zette hij bij eersteklasser KV Oostende. Een zware blessure maakte echter vroegtijdig een einde aan zijn traditionele voetbalcarrière, waarna hij zich volledig ging focussen op het straatvoetbal.
Gefascineerd door panna en freestyle leerde Debbaut zichzelf tricks aan via YouTube, waarna hij urenlang oefende op straat. Dankzij zijn doorzettingsvermogen groeide hij uit tot Belgisch en Benelux-kampioen panna en freestyle. Zijn opvallende speelstijl leverde hem demonstraties op in binnen- en buitenland, onder meer bij Club NXT, de jeugdwerking van Club Brugge.
Naast zijn sportieve ambities hechtte Debbaut ook belang aan een degelijk diploma. In 2018 behaalde hij het diploma van leerkracht Lichamelijke Opvoeding, waarmee hij zijn passie voor sport combineerde met het werken met jongeren.
Debbaut bouwde daarnaast ook een stevige online aanwezigheid uit. Zijn YouTube-kanaal groeide uit tot een van de populairste in zijn genre, met inmiddels 1,96 miljoen abonnees. Op TikTok heeft hij meer dan 539.000 volgers en 12,1 miljoen likes. Martijn Debbaut heeft zijn freestyle-vaardigheden niet alleen op straat en online getoond, maar ook op televisie. In 2018 bereikte hij samen met zijn vriend Thomas de halve finale van het programma Belgium's Got Talent.
In 2022 haalde Debbaut wereldwijd de media nadat hij voetbalicoon Ronaldinho een panna gaf. De video ging viraal op TikTok en werd bijna 50 miljoen keer bekeken.
In 2025 nam Martijn Debbaut deel aan het televisieprogramma Masters of Madness op Play4. Hij maakte deel uit van het team Blue Thunder, dat gecoacht werd door ex-voetballer Wesley Sonck en diens dochter Ami Sonck.

## Samenwerking met Neymar Jr.
In 2019 werd Martijn Debbaut persoonlijk geselecteerd door de Braziliaanse voetbalster Neymar Jr. om deel uit te maken van het 'Global Five'-team tijdens de wereldfinale van het Red Bull Neymar Jr's Five-toernooi in Praia Grande, Brazilië. Debbaut overtuigde Neymar Jr. met een opvallende video waarin hij zijn freestyle-vaardigheden demonstreerde. Zijn video werd gekozen uit duizenden inzendingen wereldwijd, wat hem een plek opleverde in het internationale team samengesteld door Neymar Jr. zelf.
Tijdens het toernooi kreeg Debbaut de kans om samen te spelen met andere geselecteerde spelers uit verschillende landen. Het team werd gecoacht door de Franse freestyle-legende Séan Garnier.

## Externe Links
- Officiële website
- Instagram
- Tik Tok